# Шумський Роман Іванович
Роман Іванович Шумський (18 жовтня 1924, Радехів — 13 серпня 2019, там же) — військовик Дивізії Галичина.

## Життєпис
Народився 18 жовтня 1924 р. у місті Радехові Львівського воєводства (тепер Львівська область). 
З 1930 р. навчався у «Рідній школі» ім. Тараса Шевченка, згодом — у польськомовній ґімназії. У 1939 році очолив молодіжний осередок ОУН в рідному селі. 
Під час нацистської окупації навчався у Львівському технікумі зв'язку, який закінчив вже у Кракові. На початку 1942 року вивезений до Німеччини на примусові роботи у м. Кассель на авіаційний завод «Геншель» (нім. «Henschel»). У 1943-му нелегально повернувся додому на Львівщину, де став зв'язковим Радехівського районового Проводу ОУН. Влітку 1943 вступив до дивізії СС «Галичина». Пройшов початковий вишкіл у таборі «Ґайделяґер» біля м. Дембіци, згодом вишкіл радіомеханіків у французькому місті Мец. Після вишколу був призначений радіомеханіком 2-ї сотні дивізійного полку зв'язку. Наприкінці серпня 1944 р. після бою під м. Броди був поранений і потрапив у радянський полон, з якого зумів втекти і повернувся на Радехівщину. Приєднався до підпілля, був бойовиком Павлівського куща СКВ під псевдом «Качалка», також входив до Радехівського районного проводу ОУН.
19 грудня 1945 р. був схоплений співробітниками НКВС у селі Станині. 16 липня 1946 р. засуджений до 15 років таборів та 5 років позбавлення прав. Покарання відбував у місті Норильськ, де став учасником Норильського повстання. 
Звільнений у 1956 року без права проживання в Галичині. За вироком суду Таймирського національного округу Красноярського краю від 10 березня 1958 повторно засуджений за ст. 58-10 ч. 1 КК РСФСР («антирадянська агітація та пропаганда») до 10 років позбавлення волі, перебував у Тайшетських та Мордовських таборах. 
У грудні 1962 року звільнений, повернувся на Львівщину, проживав у Радехові та працював завідувачем телерадіомайстерні райспоживспілки, згодом у відділі електрозв'язку, а протягом 1967—1989 — інженером телефонного зв'язку в м. Кам'янка-Бузька.
З початку 90-х брав активну участь у діяльності Галицького братства колишніх вояків Першої Української дивізії Української національної армії, був учасником різних патріотичних заходів.
Помер 13 серпня 2019 року, похований у Радехові.

### Праці
Є автором спомину «ОУН - Дивізія - УНА — каторга», який увійшов до книги «Українська дивізія «Галичина» на тлі доби воюючої України. Збірка стосовних праць, статей та споминів».